# Garin d'Apchier
Garin d'Apchier (XII secolo – XII secolo) è stato un trovatore e castellano alverniate, originario di Apcher della Diocesi di Mende nel Gévaudan.

## Biografia
Nel XII secolo, il Gévaudan viene ad essere diviso in otto baronie. Guérin de Châteauneuf (della famiglia di Randon) sposa Alix d'Apchier prendendo il titolo di barone di Apchier. È probabile perciò che questo Garin d'Apchier sia lo stesso Guérin de Châteauneuf, e il primo d'Apchier a portare il nome di Guérin. Egli è peraltro il solo Garin d'Apchier ad aver vissuto nel XII secolo.
La sua vita non può essere datata con precisione, ma senza dubbio riferita al secolo XII. In base alla sua vida, sappiamo che era un "ottimo e valente guerriero ... e cavaliere di bell'aspetto. E conosceva tutto quello che c'era da conoscere riguardo all'amore e i suoi intrighi."

## Attività letteraria
Garin ci ha lasciato tre sirventesi. Secondo quanto si legge nella sua vida, egli ha inventato il genere descort della poesia lirica, scrivendo la poesia (attualmente perduta) che inizia con i versi Quan foill'e flors reverdezis / et aug lo chan del rossignol ("Quando la foglia e il fiore sboccia / e odo il canto dell'usignuolo"). Garin ha scritto inoltre una breve ciclo letterario di sirventes con Torcafol.

### Componimenti

#### Descort
- Quan foill'e flors reverdezis / et aug lo chan del rossignol

#### Sirventes
- L'autrier trobei tras un fogier
- Aissi con hom tra l'estam

#### Sirventesi scambiati tra Torcafol e Garin d'Apchier
- Comtor d'Apchier rebuzat (Torcafol)
- Cominal, en rima clausa (Torcafol)
- Cominal vielh, flac, plaides (Garin d'Apchier)
- Mals albergiers dinarada de fen[cobla] (Torcafol)
- Membraria·us del jornal (Torcafol[4])
- Mos Cominals fai ben parer (Garin d'Apchier)
- Vielh Cominal, ma tor (Torcafol[5])
- Veillz Cumunal plaides (Torcafol)